# Chastellet

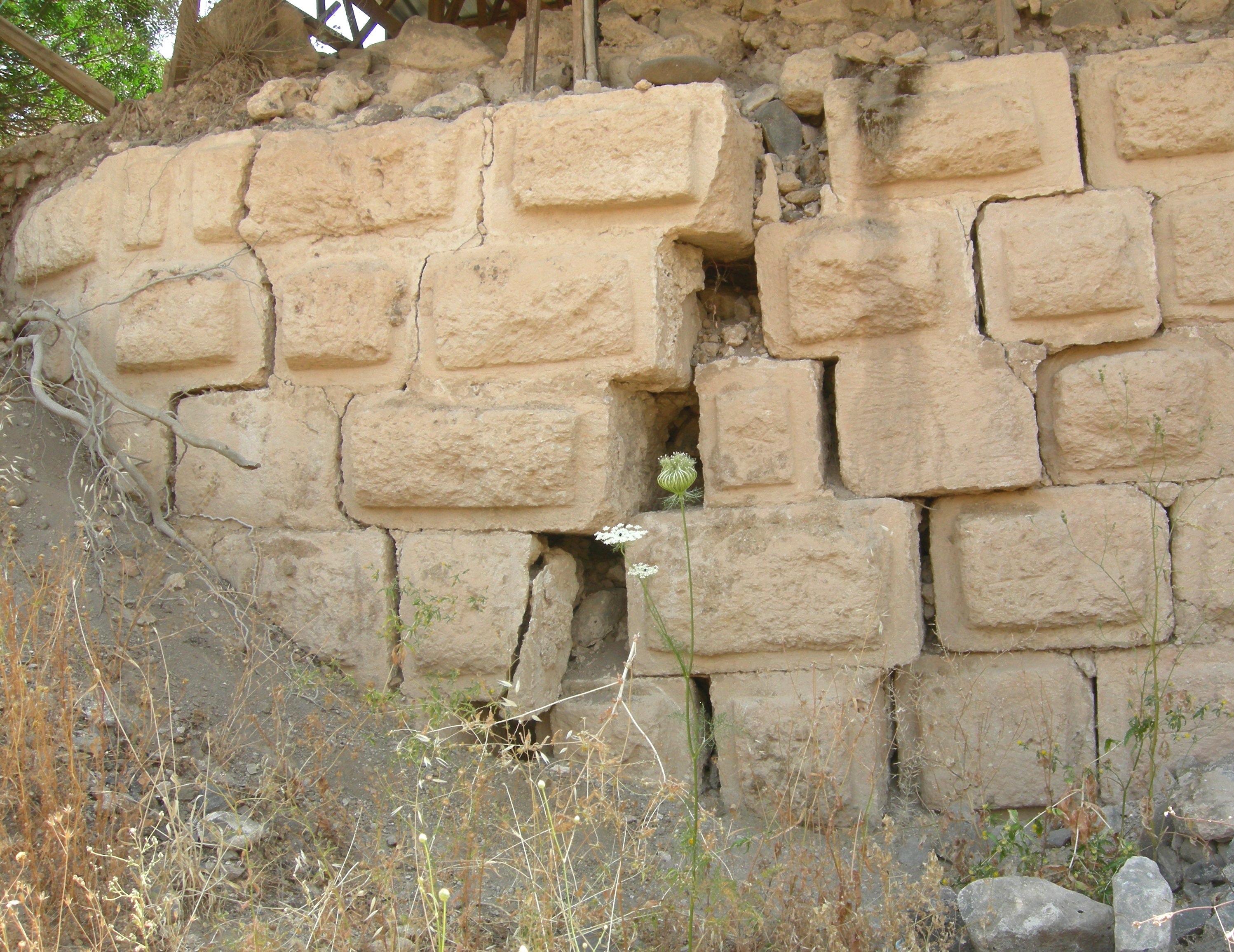
Nordöstliche Ecke der freigelegten Mauer der Kreuzfahrerburg an der Jakobsfurt am Westufer des Jordans

Das Chastellet oder Chastellet du Gué de Jacob („Burg an der Jakobsfurt“; lateinisch Vadum Iacobi, hebräisch מְצָד עֲתֶרֶת Mətzad ʿAteret, arabisch بيت الاحزان Bayt al-Aḥzān, auch Qasr al-ʿAtra) ist eine ehemalige Kreuzfahrerburg im heutigen Israel.

## Lage
Die Burg liegt am Westufer des Jordans nördlich des Sees Genezareth. Nächstgelegene Ortschaft ist Gadot, ein Kibbuz Luftlinie etwa einen Kilometer nördlich in Obergaliläa. Für die Anlage der auf rund 80 Meter Höhe des Plateaus Korasim über dem Meeresspiegel und etwa 20 Meter über einer Flussschleife gelegenen Burg wurde die natürliche Kuppe eines Hügels durch künstliche Aufschüttungen vergrößert. 300 Meter stromaufwärts befindet sich der Fundplatz Gescher Bnot Jaʿaqov, die namengebende Brücke selber im Zuge der Nationalstraße  noch 200 Meter weiter.

## Geschichte
Nach dem Sieg der Kreuzfahrer über Sultan Saladin in der Schlacht bei Montgisard im November 1177 ließ König Balduin IV. von Jerusalem im Oktober 1178 damit beginnen, an der „Jakobsfurt“ eine mächtige Burg zu errichten. Diese Furt war der sicherste Jordanübergang zwischen Akkon und Damaskus und hatte dadurch besonderen strategischen Wert. Die Burg sollte als Verteidigungsbollwerk die Nordflanke des Königreichs Jerusalem absichern und Druck auf Saladins Stadtfestung Damaskus ausüben. Bis April 1179 war die erste Bauphase fertiggestellt und mit einer Garnison des Templerordens belegt.
Schon bald nach Baubeginn hatte Saladin von den Arbeiten erfahren, allerdings war er zunächst nicht in der Lage, diese militärisch zu verhindern, da seine Hauptstreitmacht durch muslimische Aufstände in Nordsyrien gebunden war. So entschied sich Saladin, Balduin Geld anzubieten. Er bot 60.000 Dinare, wenn dieser die Bauarbeiten einstellen lassen würde. Als Balduin ablehnte, erhöhte der Sultan sein Angebot auf 100.000 Dinare. Der König lehnte erneut ab und setzte den Ausbau von Chastellet fort. Im Sommer 1179 soll die Burg eine massive, zehn Meter hohe Ringmauer gehabt haben sowie einen Turm und die Bauarbeiten gingen noch weiter.
Saladin sammelte daraufhin sein Heer und marschierte gegen Chastellet. König Balduin hielt sich zu jener Zeit im einen halben Tagesmarsch entfernten Tiberias auf. Das kühne Ziel der Angreifer war es, die Burg zu erobern, ehe Balduin mit einem Entsatzheer anrücken würde. Nach etwa sechstägiger Belagerung gelang es den Muslimen am 30. August 1179, die Burgmauer zu unterminieren und eine Bresche zu schlagen, durch die sie die Burg erstürmten. Noch am gleichen Tag erschien König Balduin mit seinem Entsatzheer vor Chastellet, zu spät um die Soldaten und Bauarbeiter in der Burg zu retten, die allesamt getötet oder versklavt wurden. Balduin zog sich zurück und Saladin ließ die Burg systematisch zerstören.
Bei Ausgrabungsarbeiten wurden ab 1993 Gräben und Reste der grob rechteckigen Grundmauer freigelegt; von Türmen fand sich keine Spur.